# Манопело
Манопѐло (на италиански: Manoppello, на местен диалект Manuppéllë, Манупелъ) е градче и община в Южна Италия, провинция Пескара, регион Абруцо. Разположено е на 257 m надморска височина. Населението на общината е 7041 души (към 2010 г.).